# Sickius longibulbi
Sickius longibulbi es una especie de araña que pertenece a la familia Theraphosidae (tarántulas), que se encuentra en solamente en Brasil.

## Distribución
Esta especie es endémica de Brasil. Se encuentra en el Mato Grosso, Mato Grosso do Sul, São Paulo y en el oeste de Paraná.

## Descripción
Las hembras de esta especie son las únicas arañas que no tenien espermateca.

## Publicación original
- Soares & Camargo, 1948: Aranhas coligidas pela Fundação Brasil-Central (Arachnida-Araneae). Boletim do Museu Paraense Emilio Goeldi, vol. 10, p. 355-409.